# Glitz and Glamour
Glitz And Glamour - EP es el segundo EP por la banda The Cab lanzado en 2007.

## Lista de canciones
1. Glitz and Glamour - 03:25
2. You've Got the Nerve - 03:47
3. Whisper Something Fragile - 04:27
4. Track Four - 03:22
5. Getting Old - 03:41
6. Drunk Love - 03:39
7. Innocent and Sweet - 04:24

- Datos: Q5569992